# Scottish Open 2009
Die Scottish Open 2009 fanden vom 18. bis zum 22. November 2009 in Glasgow statt. Der Referee war Ian Ross aus England. Das Preisgeld betrug 15.000 US-Dollar, wodurch das Turnier in das BWF-Level 4A eingeordnet wurde. Es war die 91. Austragung dieser internationalen Meisterschaften von Schottland im Badminton.

## Austragungsort
- Kelvin Hall, Glasgow

## Finalergebnisse
| Disziplin    | Sieger                                   | Finalist                        | Ergebnis          |
| ------------ | ---------------------------------------- | ------------------------------- | ----------------- |
| Herreneinzel | Marc Zwiebler                            | Peter Mikkelsen                 | 21:15 15:21 21:16 |
| Dameneinzel  | Susan Egelstaff                          | Ella Diehl                      | 21:18 21:10       |
| Herrendoppel | Mads Conrad-Petersen Mads Pieler Kolding | Chris Langridge Robin Middleton | 19:21 26:24 21:16 |
| Damendoppel  | Valeria Sorokina Nina Vislova            | Mariana Agathangelou Emma Mason | 21:16 21:16       |
| Mixed        | Alexandr Nikolaenko Valeria Sorokina     | Raj Veeran Renuga Veeran        | 21:11 21:16       |